# تصميم وتقانة

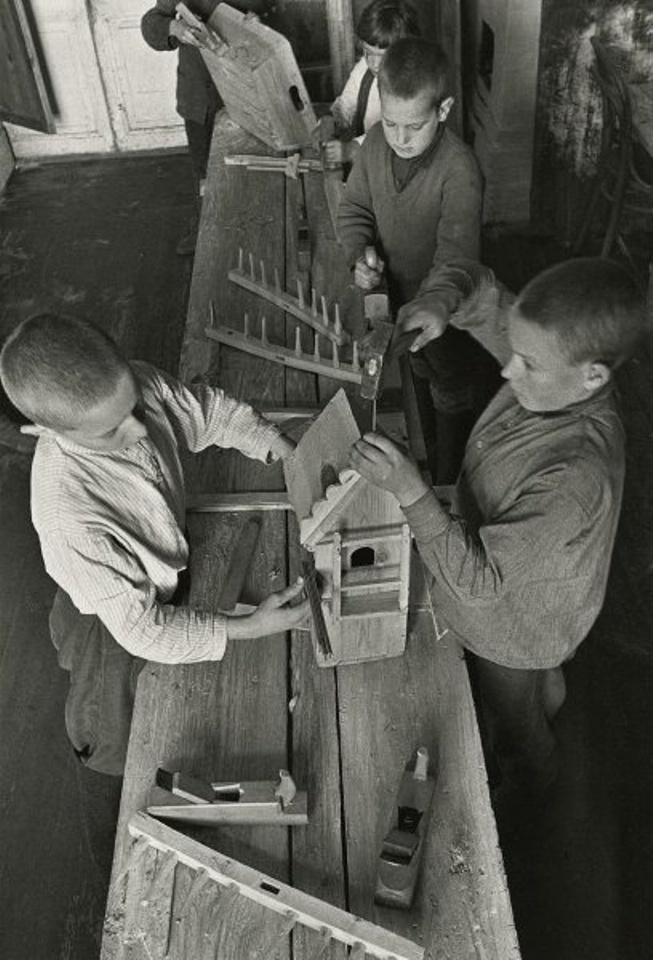

التصميم والتقانة مادة دراسية تُدرَس في جميع المراحل الابتدائية والمتوسطة في إنجلترا، ويدرسها الأطفال للتطوير في هذا المجال وصقل مهاراتهم في التقنية والتصميم، فعلى سبيل المثال تستخدم بعض الوسائل للتصميم كما يُستخدم المنشار لقص الخشب، أصبحت هذه المادة منهجًا لأول مادة دراسية وطنية في إنجلترا ومدينة ويلز وشمال أيرلندا في عام 1988، دُرّست التقنية والتصميم وما يشابهها من المجالات حول دول العالم كالهند، والولايات المتحدة الأمريكية، وأستراليا، ونيوزلندا، وإيرلندا، ومالطا، والصين وجنوب أفريقيا وفرنسا وفنلندا. كما أنها دُرّست في العديد من المدراس العالمية الذين لديهم طلابًا يطبقون التصميم تطبيقًا عمليًا باستخدام مجموعة من المواد والوسائل المساعدة في عملهم، وتعد هذه المادة مقررًا دراسيًا في جامعات بعض الدول كدولة أستراليا، وكندا، والولايات المتحدة، وسنغافورة، وجنوب أفريقيا، وهولندا، ونيوزلندا، وغالبًا ما يكون منهج التقنية والتصميم في المجتمع الجامعي لإعداد أعضاء هيئة التدريس في هذا المجال ولمجالات التعليم العام كالتصميم الصناعي ويُدّرس هذا المقرر في بعض جامعات بريطانيا كجامعة برايتون وجامعة شيفيلدا هالم وكلية جولد سميث وجامعة لندن وجامعة غرينيتش.

## مؤهلات التقنية والتصميم

### اختبار (جي سي أس إي) شهادة الثانوية العامة
أستهل هذا الاختبار في مادة التقنية والتصميم في أول منهج وطني جديد اختبار الثانوية العامة في إنجلترا، ووالز، وشمال إيرلندا بخلاف المنهج الوطني السابق الذي احتفظ بمسميات المواد السابقة مثل مادة الحِرف والتقنية والتصميم (سي دي تي) ومادة الاقتصاد المنزلي بالإضافة إلى مادة الإلكترونيات والتكنولوجيا الغذاء وتكنولوجيا النسيج والنظم الإدارة؛ ويتطلب اختبار شهادة الثانوية العامة جي سي اس إي إلى نسبتين للتقييم إلى نسبتين للتقييم: النسبة الأولى 50% للاختبار النهائي في المقرر الدراسي، النسبة الثاني 50% لتقييم اختبار الثقافة العامة في المواضيع التالية: لوازم، وطرق، والتقنيات، والاستدامة وغيرها.
المواضيع الحالية المتخصصة المتضمنة في اختبار جي سي اس أي التقنية والتصميم:
- اختبار الثانوية العامة للتقنية والتصميم الإنتاج الإلكتروني
- اختبار الثانوية العامة للتقنية والتصميم لتقنية الغذاء
- اختبار الثانوية العامة للتقنية والتصميم لإنتاج الرسوم البيانية
- اختبار الثانوية العامة للتقنية والتصميم للمواد الصلبة المقاومة
- اختبار الثانوية العامة لتقنية والتصميم للنظام والإدارة
- شهادة الثانوية العامة للتقنية والتصميم تكنولوجيا نسيج
- اختبار الثانوية العامة للتقنية والتصميم: تصميم منتجات

### اختبار (جي سي أس أي) شهادة الثانوية العامة التقنية والتصميم ما بعد 2017
فرض اختبار جي سي إس أي في إنجلترا الذي يشمل جميع المواد منذ سبتمبر في عام 2017 باستثناء مواد الأطعمة التي فصلت من اختبار جي سي اس أي، ويشابه الاختبار الجديد مواصفات الاختبار السابق في أساس التقييم وهي: الاختبار النهائي 50 درجة والتقييم العام إن أي أي 50 درجة

### المستوى المتقدم أي ليفيل
تعد امتحانات مستوى A وAS للطلاب لتحضيرهم على التعلم الفردي ولحل المشاكل، وتعد هذه الامتحانات جزء أساسيًا في مجالي إدارة الأعمال والصناعة، إن إدارة الوقت عامل رئيسي في نجاح المرشح في حصوله على المؤهل ضمن مجالات المقررات الدراسية فهذه الامتحانات الدقيقة والصارمة حيث أنها معقدة ومهامها متنوعة، ويتطلب هذا الاختبار القدرة على إدارة الوقت بشكل جيد، وتناولت المادة الدراسية الأنشطة بدءاً من إدارة التقنية إلى إنتاج التصاميم الجمالية.
على الطلاب استخدام كل أنواع برامج الحاسوب ومن ضمنها التصميم والتصنيع بمساعدة الحاسوب وجدول البيانات وعرض تقديمي من الحاسوب وغالبا ترسل نتائج العمل إلى مركز تحكم الأجهزة الحاسوبية الذي يقود برامج الحاسب الآلي وأجهزة التصنيع سي إن سي

## البكالوريا الدولية أي بي
تقدم البكالوريا الدولية تصميم التقنية كمادة اختيارية في بعض مدارس البكالوريا الدولية العالمية كما أنه يقدم لتصميم في برامج المرحلة المتوسطة البكالوريا الدولية كمنهج ألزامي من الصف السادس إلى الصف العاشر أما من الصف الحادي عشر إلى الصف الثاني عشر يدرسون مناهج الدبلوم البكالوريا الدولية، تشبه مادة تصميم التقنية في البكالوريا الدولية منهج التصميم التقنية في محتواه فيُعرف كمنهج وطني في إنجلترا، وأستراليا، وكندا، ونيوزيلندا والعديد من الدول الإفريقية، فمنهج تصميم التقنية واحد من مناهج العلوم (الفيزياء، والأحياء، والكيمياء وتصميم التقنية)
يكمن المحور الأساسي لدى طلاب المرحلة المتوسطة في منهج التصميم لأجل أن يفهم الطلاب مراحل التصميم من خلال تطبيق البرنامج المناسب وذلك لأن الطلاب سيكملون مشاريعهم المعتمدة على حل المشاكل الواقعية ويتابعون معالجة مستنداتهم كما يتابعون مراحل التصميم للحصول على نتيجة ملائمة وصالحة، فهم يحلون المشاكل التي واجهتهم ثم يقيمونها من خلال إجراء اختبار وتجارب حولها. يُدَرس برنامج الدبلوم تصميم التقنية في عامين التصميم ومجموعة من أساسيات التقنية والمشاكل التقنية العالمية كما يزود الطلاب بالمعرفة ومؤهلين للتصميم وصناعة ورش عمل مدرسية وأيضا للتوعية عن المحو الأمية في التقنية وذلك لأن التقنية منهج عالمي يركز على المشكلات والمسائل البيئة العالمية، وينقل هذا البرنامج المواضيع الأساسية في العوامل البشرية، وبيئة العمل، وإدارة الموارد، وإنتاج المستدام أشكال التصميم، والمواد الأولية أو الخام، والتصميم، والابتكارات، والتصميم التقليدي أو الكلاسيكي، ونجد أيضا أنه نقل المواضيع المستوى المتقدم في التصميم الذي ير كز على المستخدم الاستدامة والابتكارات والأسواق والمنتجات تجارية وغيرها من المواضيع التي ينقلها هذا البرنامج، وتقبل بعض الجامعات في بعض الدول مؤهل الدبلوم ويساعد الدبلوم في الإعداد الجيد لممارسة بعض المهن كالهندسة والعمارة وتصميم المنتجات والتصميم الداخلي وتصميم والتعليم.

## إسكتلندا
يعتبر التعليم التكنولوجي جزءا من المناهج الدراسية الأسكتلندية وقسم إلى مواد متنوعة ونجدها في المادة الوطنية الرابعة والمادة الوطنية الخامسة، والمادة العالية التي تُدرس من عمر 16-18
المواد التقنية الأساسية:
1.التواصل البياني يعتمد على الرسوم والأشكال
2.التصميم والتصنيع
3.علم الهندسة
4.الأعمال العملية الإلكترونية في منهج أن المستوى الخامس
المواد التخصصية التقنية
1.التكنولوجيا المعمارية
2.هندسة السيارات
3.الهندسة المدنية
4.خدمات البناء
5.المباني
6.الهندسة ميكانيكية
7.هندسة الميكاترونيك
مثال على ذلك: www.cdtwork.wordpress.com

## الجوائز
منحت جائزة أركرايت للمنحة دراسية للطلاب الذين اجتازوا اختبار التعليم الثانوي / الثانوية العامة في عامين مجال التقنية والتصميم وتدعم منحة أركرايت الهندسية الطلاب من خلال مستواهم في اختبار مستوى A برفع مستواهم وتشجيعهم لدراسة الهندسة وما يتعلق بالتصميم في أفضل جامعة أو من خلال التدريب الصناعي عالي الجودة.